# 今村武
今村 武（いまむら たけし、1965年7月14日 - ）は、日本のドイツ文学者。神奈川県茅ヶ崎市出身。
上智大学文学部ドイツ文学科卒業。レーゲンスブルク大学博士課程修了。
東京理科大学理工学部教養科教授。

## 著書
- 「シュトゥルム・ウント・ドラング研究―レンツの文学と西欧文化史」南窓社 発行日付 2009年 10月